# Koetsiersherberg

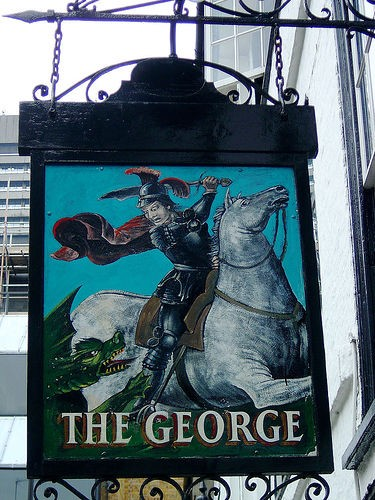
The George, Southwark

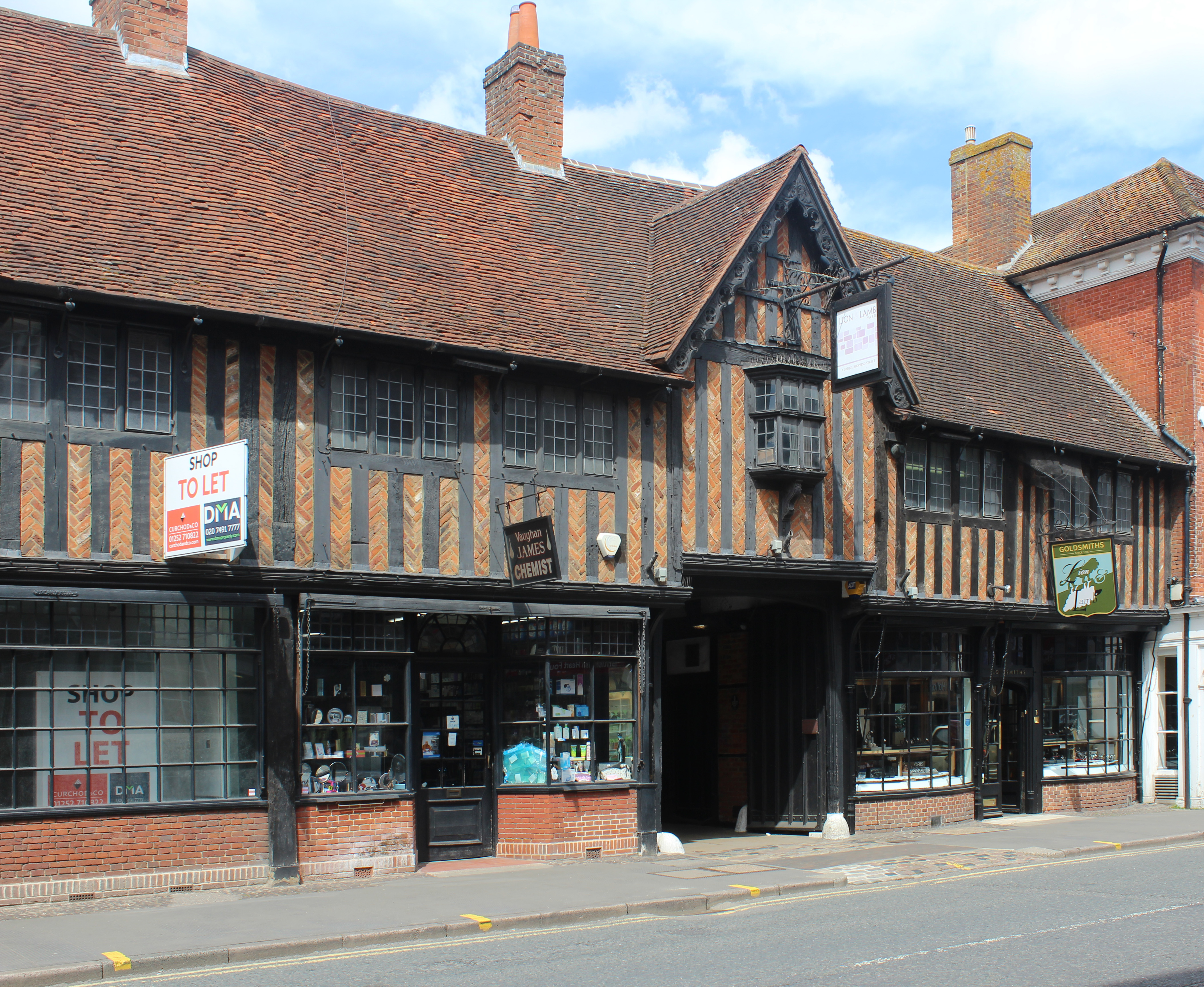
Het Lion and Lamb, een voormalige koetsiersherberg in Farnham, Engeland daterend uit 1537. Let op de grote deur waardoor koetsen het erf op kunnen.

Een koetsiersherberg is een herberg die vooral bedoeld is voor doorreizende mensen te paard. In Europa waren zulke herbergen vanaf het midden van de zeventiende eeuw voor een periode van 200 jaar belangrijk voor de binnenlandse infrastructuur en zorgden ze voor levendigheid langs de transportroutes. Hoewel veel herbergen overleefden en sommige nog steeds overnachtingen aanbieden, hebben de meeste hun oorspronkelijke functie verloren, waardoor ze te vergelijken zijn met de huidige herbergen en cafés.

## Functie
Koetsiersherbergen waren bedoeld om paarden te stallen van personenkoetsen, postkoetsen of andere ruiters op doorreis. De paarden werden verzorgd en desnoods vervangen door fittere paarden, terwijl aan de reizigers onderdak werd geboden. Traditioneel lagen er koetsiersherbergen om de zeven mijl (circa 15 kilometer) maar dit lag voor een groot deel aan het gebied. Sommige Engelse steden hadden vaak meer dan tien van zulke herbergen, waardoor de concurrentie enorm was. Barnet in Hertfordshire was zo'n locatie, waar zelfs vandaag de dag veel oude cafés liggen, wat met name komt door de gunstige plek aan de weg tussen Londen en het noorden van Engeland.
Een in Nederland nog herkenbare koetsiersherberg is de Woeste Hoeve.